# Alfredo D'Arbela
Alfredo D'Arbela (Gerusalemme, 2 novembre 1898 – Firenze, 4 luglio 1977) è stato un ingegnere italiano, progettista di vari mezzi di trazione elettrici delle Ferrovie dello Stato italiane (FS) tra gli anni Trenta e gli anni Sessanta.
Numerosi brevetti portano il suo nome: tra questi uno dei più noti è il separatore D'Arbela. Tuttavia la sua fama di progettista tra il pubblico non specializzato si deve alla direzione dello studio dell'elettrotreno ETR 300, che gli valse l'appellativo di "padre" del Settebello.

## Biografia
Alfredo D'Arbela nacque nel 1898, da Itshak Amchislavsky, medico di origini ucraine naturalizzato italiano, e Malvina Schwartz. Il padre aveva modificato il proprio nome in Gregory D'Arbela, dopo aver lasciato nel 1878 l'esercito russo.
Dal matrimonio, prima di Alfredo, erano nati Edmondo, che sarà professore di lettere classiche al liceo Parini di Milano e Felice, medico all’ospedale Santi Giovanni e Paolo di Venezia. 
Nel 1923 Alfredo D'Arbela si laureò in Ingegneria meccanica presso il Regio Istituto tecnico di Milano (l'attuale Politecnico) e nel 1925 partecipò, risultandone vincitore, al concorso per Allievo Ispettore Ingegnere indetto dalle Ferrovie dello Stato.

## Attività professionale

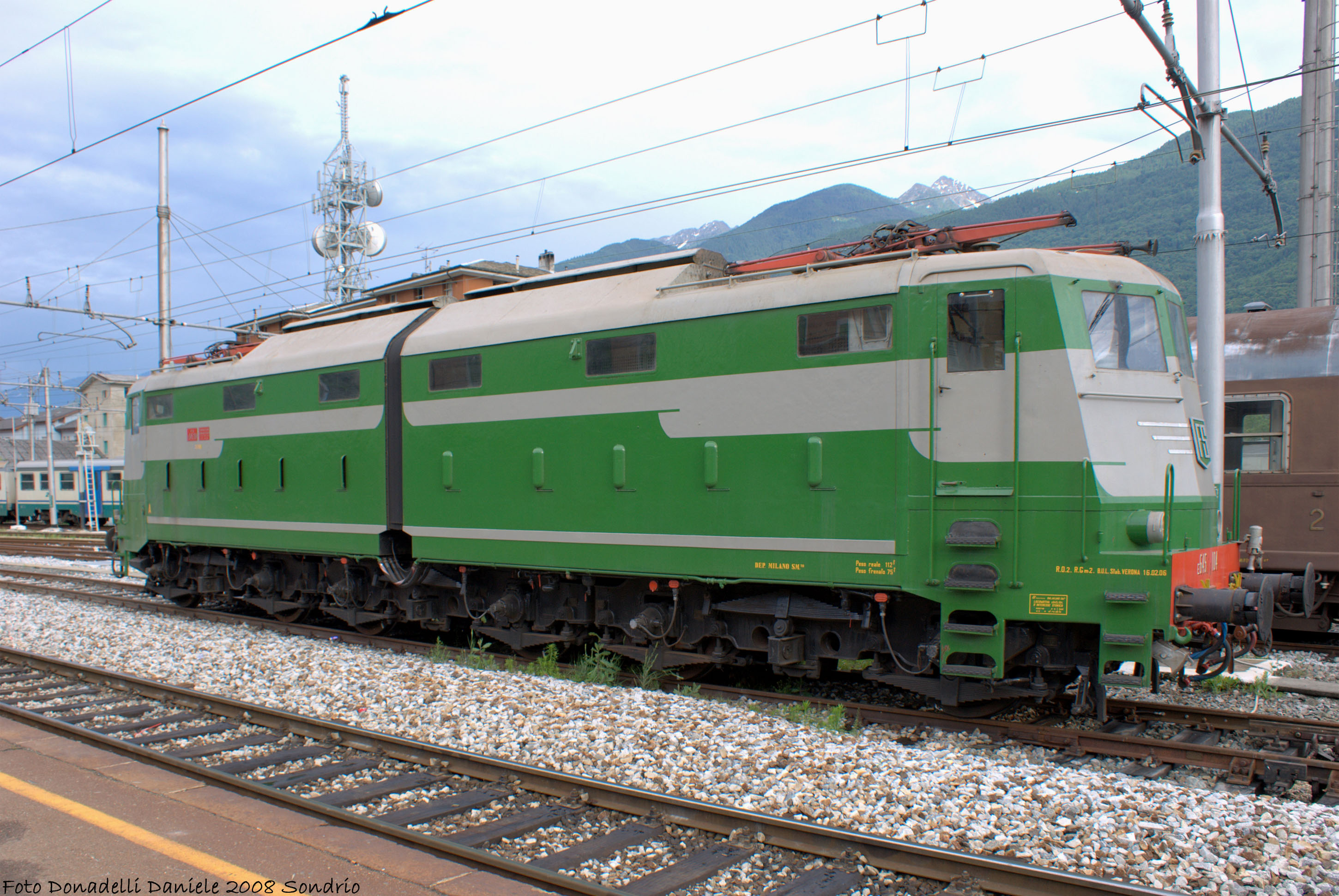
La locomotiva E.645.104 (in origine E.646.004) ripresa nella stazione di Sondrio l'11 giugno 2008.

Dopo una breve esperienza nei Reparti di esercizio, fu chiamato alla direzione del Servizio Materiale e Trazione e destinato al suo Ufficio Studi e Progettazione dei mezzi di trazione (nell'organigramma era l'Ufficio XII).
La sua profonda preparazione e la sua competenza tecnica lo fecero ben presto emergere sia nell'ambiente ferroviario italiano che internazionale.
Nel 1950 fu posto a Capo dell'Ufficio Studi Locomotive del Servizio Materiale e Trazione e in questo incarico ebbe modo di far risaltare ancor più le sue doti di studioso e di progettista. Fu infatti durante la sua dirigenza e sotto sua diretta guida che "nacque" la maggior parte dei mezzi di trazione sia pesanti che leggeri della seconda metà dello scorso secolo. Le ALe 840, ALe 540, ALe 601 e relative rimorchiate, gli elettrotreni ETR 300 ("Settebello") ed ETR 250, le locomotive elettriche E.424, E.636, E.645/ E.646, E.444 ("Tartaruga") portano la sua firma.
Oltre al progetto degli equipaggiamenti di trazione Alfredo D'Arbela si dedicò a estendere le applicazioni dell'elettrotecnica sui veicoli viaggiatori, in particolare riguardo all'alimentazione degli impianti di illuminazione e di condizionamento dell'aria.
Dal 1962 al 1964, anno del suo pensionamento, fu consigliere d'amministrazione dell'Azienda autonoma delle Ferrovie dello Stato.
Nel 1965 gli fu conferita l'onorificenza di Grande Ufficiale Ordine al Merito della Repubblica Italiana.
Nell'attività tecnica e scientifica al di fuori del Servizio Materiale e Trazione FS, Alfredo D'Arbela ricoprì numerosi incarichi in organismi nazionali ed internazionali, come quelli di presidente del comitato 9 "Trazione" del Comitato Elettrotecnico Italiano e di membro dell'Office de Recherches et d'Essais dell'Union Internationale des Chemins de Fer.

## Biblioteca e archivio personale
Nel 1978 la vedova dell'ingegner D'Arbela, Marianna Casati D'Arbela, donò alla sede di Architettura della Biblioteca di Scienze Tecnologiche, Università degli Studi di Firenze l'archivio privato del marito, comprendente volumi e documenti del periodo tra il 1910 e il 1960, tra cui libri sull'elettrificazione delle ferrovie, estratti di riviste, immagini, lettere e documentazione dell'attività di D'Arbela come membro dell'Union International des chemins de fer.

## Pubblicazioni
- Alcuni criteri per la possibile applicazione di un sistema di tolleranze nelle riparazioni di materiale ferroviario, in Rivista tecnica delle ferrovie italiane, vol. 37, n. 1, 1930,  pp. 11-24.
- Memoria 154. Le nuove locomotive elettriche gruppo E. 636 delle Ferrovie dello Stato, in Rendiconti della XLIV riunione annuale dell'A.E.I. (Associazione elettrotecnica italiana), Milano, Industrie Grafiche Italiane Stucchi, 1940.
- Memoria 155. Un nuovo apparecchio di protezione per le locomotive elettriche: il separatore per circuiti ad alta tensione, in Rendiconti della XLIV riunione annuale dell'A.E.I. (Associazione elettrotecnica italiana), Milano, Industrie Grafiche Italiane Stucchi, 1940.
- Le locomotive elettriche a corrente continua 3000 Volt Gr. E 636, in Rivista tecnica delle ferrovie italiane, (aprile 1941), n. 4, pp. 149-186 più 6 tavole aggiuntive
- Le nuove locomotive a quattro assi motori Gr. E. 424 delle Ferrovie dello Stato, in Ingegneria Ferroviaria, n. 7/8, 1949.
- Concetti fondamentali di progetto e descrizione generale del treno, in L'Elettrotreno ETR 300, Roma, Tipografia Pio X, 1953,  pp. 9-24 (Estratto da "Ingegneria Ferroviaria", luglio-agosto 1953). Rist. Modena, Artestampa, 2019.
- La locomotiva nella storia della trazione ferroviaria, in Civiltà delle Macchine, gennaio 1954, pp. 62-66. Rist. in Ingegneria Ferroviaria, 2008
- La locomotiva elettrica, in La gestione di Stato delle ferrovie italiane 1905-1955. Monografie, Roma, Ferrovie dello Stato, 1956, pp. 153-176.
- Evoluzione dei rotabili, in L'elettrificazione delle FS, Roma, Arti Grafiche Vecchioni & Guadagno, 1961,  pp. 61-72.
- La locomotiva elettrica, in Ingegneria Ferroviaria, 16 (1961), n. 7-8, pp. 715-729, ISSN 0020-0956 (WC · ACNP).